# El repórter Tribulete
El reporter Tribulete es un personaje creado por el dibujante de historietas español Guillermo Cifré para la revista Pulgarcito en 1946.
El nombre completo de la historieta era en su inicio El reporter Tribulete que en todas partes se mete, pero se acortó posteriormente.

## Creación y trayectoria editorial
Según algunas fuentes, la idea original del personaje sería de Rafael González Martínez, director de Editorial Bruguera, y principal impulsor de su línea de historietas humorísticas. Este es, sin embargo, un dato que no ha podido comprobarse.
El reporter Tribulete fue la serie más exitosa de su creador, Guillermo Cifré, y continuó publicándose en varias revistas tras su fallecimiento. Otros autores, como Antonio Ayné, se hicieron cargo de la misma hasta la desaparición de Bruguera, en 1986.

## Argumento
La historieta trata de forma satírica el ambiente en la redacción de un periódico imaginario, El Chafardero Indomable, y se centra en las conflictivas relaciones entre el reportero Tribulete y su jefe, el director, cuyo nombre nunca se dice. Como es habitual en las historietas humorísticas de Bruguera, el protagonista suele terminar recibiendo golpes de su jefe como castigo por sus tropelías.
Tribulete es un personaje de pequeña estatura, de largo flequillo dibujado con unos simples trazos, de rostro afable y sonriente, y con una larga nariz que apunta arriba. Su jefe, mucho más alto y corpulento, es calvo y luce un pequeño bigote. Las diferencias físicas entre ambos refuerzan su antagonismo y el de sus roles en la historia.

## Legado
En 1995, el autor de cómics español Miguel Ángel Gallardo, en cuya obra son numerosas las referencias a la escuela Bruguera, creó un personaje que parodia a Tribulete, llamado Perico Carambola.